# Тамбовский, Андрей Павлович
Андре́й Па́влович Тамбо́вский (род. 17 июля 1994, Переволоки, Безенчукский район Самарской области, Россия) — российский пловец, мастер спорта международного класса по плаванию.

## Биография
С 2002 года занимался плаванием в КСДЮСШОР № 10 «Олимп» (Тольятти), первым тренером был Кириченко Юрий Евгеньевич. Был студентом Тольяттинского государственного университета.
Также занимается плаванием в ластах, где имеет разряд  мастера спорта.

## Спортивные достижения
- Неоднократный победитель и призёр первенств России среди юношей и юниоров[2];
- 6-кратный победитель Евразийских спортивных игр 2010 года[2];
- финалист первенства мира среди юниоров (2011)[2].

В 2011 году на чемпионате Европы среди юниоров стал бронзовым призёром в комбинированной эстафете 4×100 м (3.42,82) и серебряным на дистанции 200 м баттерфляем (1.58,73). В том же году стал бронзовым призёром этапа Кубка мира FINA/ARENA в Дубае в заплыве на 200 м баттерфляем (1.57,61)
В 2012 году вновь стал серебряным призёром чемпионата Европы среди юниоров, проплыв 200 метров баттерфляем с результатом 1.59,25. Член сборной команды России на чемпионате Европы 2012 года по плаванию на короткой воде, где на дистанции 100 м баттерфляем финишировал с 12-м результатом (52,20)
В 2013 стал полуфиналистом XXVII Всемирной летней Универсиады 2013 года и бронзовым призёром чемпионата России (2013) на дистанции 200 м баттерфляем с результатом 1:54.78
В 2014 году стал победителем и бронзовым призёром на III Всероссийской летней Спартакиаде молодёжи России и IV Всероссийской летней Универсиаде-2014.